# Ōita (stad)
Ōita (大分市, Ōita-shi) is de hoofdstad van de Japanse prefectuur Ōita. Op 1 mei 2009 had de stad naar schatting 469.781 inwoners en een bevolkingsdichtheid van 937 bewoners per km². Het totale gebied beslaat 501,28 km².

## Sport
Ōita was als enige stad in Kyushu speelstad bij het WK voetbal 2002. De wedstrijden werden gespeeld in het Ōitastadion dat beroemd is door het koepeldak. Met dit stadion was Ōita tevens speelstad bij het WK rugby 2019.

## Verkeer

### Weg

#### Autosnelweg
Ōita ligt aan de volgende autosnelwegen:
- Oita-autosnelweg: afritten 12-14  (richting Tosu in de prefectuur Saga)
- Higashi-Kyushu-autosnelweg: richting Kitakyushu en Kajiki in de prefectuur Kagoshima

#### Autoweg
Oita ligt aan de volgende autowegen:
- Autoweg 10: naar Kagoshima of Kitakyushu
- Autoweg 57: naar Nagasaki
- Autoweg 197: naar Susaki
- Autoweg 210: naar Kurume
- Autoweg 217: naar Saiki
- Autoweg 442: naar Okawa

### Trein
- JR Kyushu: Nippo-lijn: naar Kokura of Kagoshima

## Aangrenzende steden en gemeenten
- Beppu
- Usuki
- Taketa
- Yufu
- Bungo-Ono

## Partnersteden
Oita heeft een stedenband met :
- Aveiro, Portugal
- Wuhan,  Volksrepubliek China
- Austin (Texas), Verenigde Staten
- Guangzhou, Volksrepubliek China

## Geboren in Ōita
- Murayama Tomiichi (1924), 81e minister-president van Japan
- Arata Isozaki (1931-2022), architect
- Yusuke Santamaria (1971), acteur
- Chiyotaikai Ryuji (1976), sumoworstelaar
- Hajime Isayama (1986), auteur van de manga Attack on Titan